# Nathalie De Bie
Nathalie De Bie is een personage uit de VTM-televisieserie Familie, van april 2012 tot 2013 gespeeld door Christel Domen. Ze is de vrouw van
Dirk Cockelaere. Samen hebben ze twee kinderen die in Amerika wonen.

## Overzicht
Nathalie is de vrouw voor wie Dirk Cockelaere indertijd Rita Van den Bossche in de steek liet. Samen trokken ze naar de Verenigde Staten, waar ze twee kinderen kregen: Justin en Gail. Na hun geboorte stond Nathalie dag en nacht in voor de opvoeding van de kinderen, terwijl Dirk zich op zijn werk stortte. Uiteindelijk groeiden ze uit elkaar en kwam het tot een breuk.
Jaren later keert ook Nathalie naar Vlaanderen terug. Haar twee kinderen zijn het huis uit en zij heeft zich omgeschoold tot secretaresse. Dirk en Nathalie zijn blij elkaar terug te zien en bouwen stilaan weer een innige band met elkaar op. Hij bezorgt haar ook een job: ze mag Lore Van Driessche opvolgen als directiesecretaresse bij de VDB Holding. Hierdoor krijgt ze een goede vriendschap met Evy Hermans.
Maar nu Nathalie ervoor koos om in België te verblijven, wil ze dat Dirk met Rita Van den Bossche hierover gaat praten. Want Rita denkt dat Nathalie terug naar Amerika vertrokken is. Tijdens een misverstand, is het Nathalie zelf die Rita het nieuws vertelt. Na eindelijk eens met elkaar gepraat te kunnen hebben, vergeeft Rita haar alles en de twee worden goede vriendinnen.
Wanneer dokter Paul Jacobs, Nathalie leert kennen, is hij meteen tot over zijn oren verliefd op haar. Nathalie besluit om toch eens met hem op restaurant te gaan en de twee hebben een leuke avond samen. Maar toch twijfelt Nathalie om een relatie aan te gaan met hem. Uiteindelijk slaat de vonk toch definitief over en ze starten een relatie.